# A »Magyar Ujság« Regénycsarnoka
A »Magyar Ujság« Regénycsarnoka egy 19. század végi magyar szépirodalmi könyvsorozat volt.

## Története
A 19. század végén egyre több szépirodalmi könyvsorozat jelent meg, amelyeket olykor újságkiadók jelentettek meg lapjaik mellé. Így járt el a Magyar Ujság is, amely 1892-ben az Országgyűlési Értesítő kivitelezésével regénysorozatot indított A »Magyar Ujság« Regénycsarnoka címen. 1894-ig 27 kötet jelent meg (1-28, a 20. kötet nem ismert). 1894-ben A »Magyar Ujság« Regénycsarnoka – Uj folyam néven a Magyar Irodalmi Rt., közreműködésével megújították a sorozatot, és még legalább 18 (számozatlan) kötet került az olvasók elé. A sorozat valószínűleg 1897-ben szűnt meg, azaz 5 év alatt legalább 45 regénnyel gazdagodott a magyar szépirodalmi könyvkiadás. A köteteket 80 filléres áron lehetett megvásárolni.
A sorozatban jellemzően korabeli európai szépírók munkáiból válogattak; így pl. szerepet vállalt a spanyol irodalom magyar nyelvű bemutatásában.

## A kötetek kiállítása
A kis, 17 cm x 13 cm méretű részek varrott keménykötésben jelentek meg. Terjedelmük jellemzően 100-250 oldal között mozgott. A sötétpiros első borítóra fekete keret került, ennek jobb alsó és felső sarkára növényi díszítést raktak. Középen két darab, a gerinc felől induló növényi motívumos csík, közéjük a cím került.

## Részei
- I. Conway, Hugh: A tenger szülöttje. Regény. 1892.
- II. Hamsun, Knut: Az éhség. Regény. 1892.
- III. Habberton, John: Lelkem, kicsikéim! Víg regény. 1892.
- IV. Elbeszélések. 
  - I. Ouida: Santa Barbara. Fordította Eördögh András. 1892.
  - II. E. A. Poe: A mumia. 1892.
  - III. E. A. Poe: Az ősmama. 1892.
  - IV. Amit a napsugár szőtt. Fordította Eördögh András. 1892.
- (V.) Malory kapitány bűne. Regény.
- (VI.) Menyasszony vadászat. Regény.
- (VII.) Küzdelmes élet. Orosz regény.
- (VIII.) Norris W. E.: A dékán örököse. Angol regény.
- (IX.) Viola Miksa: Kétféle szerelem. Regény.
- X. Az indiai nagybácsi. Angol regény. 1892.
- (XI.) Norris W. E.: Jim barátom. Regény.
- XII. Innen-onnan. 
  - Dory: Recidiva. Monolog. Fordította Bogdanovics György. 1892.
  - A tétovázó. Monolog, Fordította Bogdanovics György. 1892.
  - Gordon Julien: Rezeda kisasszony. Amerikai elbeszélés. 1893.
  - Berges Fülöp: Humoros elbeszélések: Tisztelettel alulirott. – Mister Silverdollar. 1893.
- (XIII.) A vadóc. Regény a galiciai életből. Irta P. M.
- XIV. 
  - Gordon Julien: A nagy ember. Amerikai elbeszélés. 1893.
  - Dosztojevszij M. F.: Katalin. Elbeszélés. 1893.
- (XV.) Egy kis szórakozás. Négy elbeszélés és egy vígjáték.
- XVI. Marryat Florence: Hanna szíve. Regény. 1893.
- XVII. Bohn-Birly Emma: Egy ifjú küzdelmei. Regény. 1893.
- XVIII. 
  - A halott szeretője. Orosz regény. Fordította B...r M...a. 1893.
  - Bogdanovics György: Polgári házasság. Vígjáték egy felvonásban. 1893.
- (XIX.) Eördögh Jenő: Bice. Eredeti regény.
- XXI. Ágai Béla: A szerkesztő felesége. Regény egy kötetben. 1894.
- XXVI. Norris W. E.: A felsült összeesküvők. Regény. 1904.
- (XXVII.) Philips C. F.: Jack szerelmei. Regény. 1894.
- XXVIII. Philips C. F. és Wills C. J.: Megbűnhődött. Angol regény. 1894.

## Új folyam
- Én és az a másik. Francia regény. Fordította Szalai Emil. 1895.
- Galicin Dimitrij herceg: Lydia. Regény. 1895.
- A két Mogilov. Fordította Sz. E. 1895.
- Teodoro Guerrero: Filomena. Regény. Spanyolból ford. dr. Szalai Emil. 1897.
- A Hadnagy titka. Regény. Irta P. F. G. 1895.
- Paul Labarrière: A vetélytársak. Francia regény. Fordította Sz. E. 2 rész. 1897.
- Hedenstierna Alfréd: Jönsson úr emlékei. Svéd regény. Fordította Sz. E. 1896.
- Phelps, Stuart. A doktorkisasszony. Amerikai regény. 1895.
- Picón, Jacinto Octavio. Édes, kedves. Spanyol regény. Ford. Szalai Emil. 2 kötet. 1895.
- Southerland, Edwards. Az élő özvegye. Angol regény. 1894.
- Spanyol elbeszélők. Armando Palacio Valdés, Jacinto Octavio Picón, Carlos Frontaura, Emilia Pardo Bazán, Leopoldo Alas, Rafael Toromè, Joaquim Dicenta. Spanyol eredetiből fordította Szalai Emil. 1895.
- Trewman, Joseph. Tanya az erdőben. Regény az amerikai életből. Fordította Sz. L. 1897.
- Wodzinszky gróf. Caritas. Regény. Fordította Sz. E. 1895.

## Egyéb részek
A fenti két lista a Petrik Géza-féle Magyar Könyvészet köteteire támaszkodik. Ennek ellenére egyéb adatok utalnak arra, hogy Petrik listája nem hiánytalan, más könyvek is megjelentek a sorozatban. A következők ismertek:
- Edward Bellamy: Miss Ludington huga. Regény, 1894.[3]
- Jules Noria: Egy csók emlékiratai. Regény, ford. Sz. E., Budapest, 1895.[4]
- Juhász László: A Gyurkovics menyecskék I–II., Budapest, 1896.[5]
- en:Frances Hodgson Burnett: A csinos Polly Pemberton. Egy sziv története, Budapest, 1897.[6]
- Kovalevska Szonja: Baranzov Vera. Orosz regény, ford. Sz. E., Budapest, 1897.[7]
- Paul Labarriére: Egy ügyvéd regénye, é. n.[8]
- Mary Healy: Nemzetközi házasság. Angol regény, ford. Sz. E., é. n.[3]